# HMS Öland (J16)
HMS Öland (J16) var en svensk landskapsjagare, sjösatt 1945. Omklassades till fregatt 1974. Systerfartyg till HMS Uppland.

HMS Ölands vapen

## Långresa

### 1961
Då HMS Älvsnabben genomgick en grundlig översyn detta år ersattes hon på långresan av HMS Öland och HMS Östergötland. Divisionschef var kommendörkapten Tryggve Norinder. Resan blev dock kortare än vanligt på grund av jagarnas höga driftkostnader.
Planerad färdväg
1. Göteborg Avseglade 21 januari 1961
2. Isle of Wight, England Anlöpte 25 januari 1961, avseglade 26 januari 1961
3. Portsmouth, England Anlöpte 26 januari 1961, avseglade 30 januari 1961
4. Lissabon, Portugal Anlöpte 2 februari 1961, avseglade 6 februari 1961
5. Barcelona, Spanien Anlöpte 9 februari 1961, avseglade 13 februari 1961
6. Toulon, Frankrike Anlöpte 14 februari 1961, avseglade 18 februari 1961
7. La Spezia, Italien Anlöpte 19 februari 1961, avseglade 22 februari 1961
8. Gibraltar, Anlöpte 25 februari 1961, avseglade 1 mars 1961
9. Casablanca, Marocko Anlöpte 3 mars 1961, avseglade 8 mars 1961
10. Le Havre, Frankrike Anlöpte 12 mars 1961, avseglade 17 mars 1961
11. Göteborg Anlöpte 23 mars 1961

Den faktiska färdvägen blev något annorlunda, Casablanca ströks då kungen av Marocko avled strax innan det planerade besöket. Vidare besöktes Gibraltar på hemresan.